# 银河计算机
银河计算机指由中国国防科技大学研制的一系列。

## 历史
1983年11月21日，中国第一台每秒钟运算达1亿次以上的计算机——“银河—I”在长沙研制成功。
1992年11月19日，“银河—Ⅱ”10亿次巨型计算机在长沙通过国家鉴定。
1997年6月19日，“银河—Ⅲ”并行巨型计算机在北京通过国家鉴定。该机采用分布式共享存储结构，面向大型科学与工程计算和大规模数据处理，基本字长64位，峰值性能为130亿次。